# Courteilles
Courteilles es una localidad y comuna francesa situada en la región de Alta Normandía, departamento de Eure, en el distrito de Évreux y cantón de Verneuil-sur-Avre.

## Demografía
| 165 | 139 | 156 | 164 | 155 | 165 |
| Para los censos de 1962 a 1999 la población legal corresponde a la población sin duplicidades (Fuente: INSEE [Consultar]) |     |     |     |     |     |